# نوروزآباد (نورعلی)
نوروزآباد یک روستا در ایران است که در دهستان نورعلی شهرستان دلفان واقع شده‌است. نوروزآباد ۶۲ نفر جمعیت دارد.